# SN 2008ct
SN 2008ct – supernowa typu Ia odkryta 31 maja 2008 roku w galaktyce UGC 11878. W momencie odkrycia miała maksymalną jasność 19,10m.